# Vého
Pour l’article ayant un titre homophone, voir VO.
Vého est une commune française située dans le département de Meurthe-et-Moselle, en région Grand Est.

## Géographie
|                       | Emberménil | Leintrey |
| Laneuveville-aux-Bois | Vého       | Reillon  |
| Manonviller           | Domjevin   | Blémerey |

### Hydrographie
La commune est dans le bassin versant du Rhin, au sein du bassin Rhin-Meuse. Elle est drainée par la Goutte des Fosses, le ruisseau des Fontaines et le ruisseau Dessous l'Étang,.

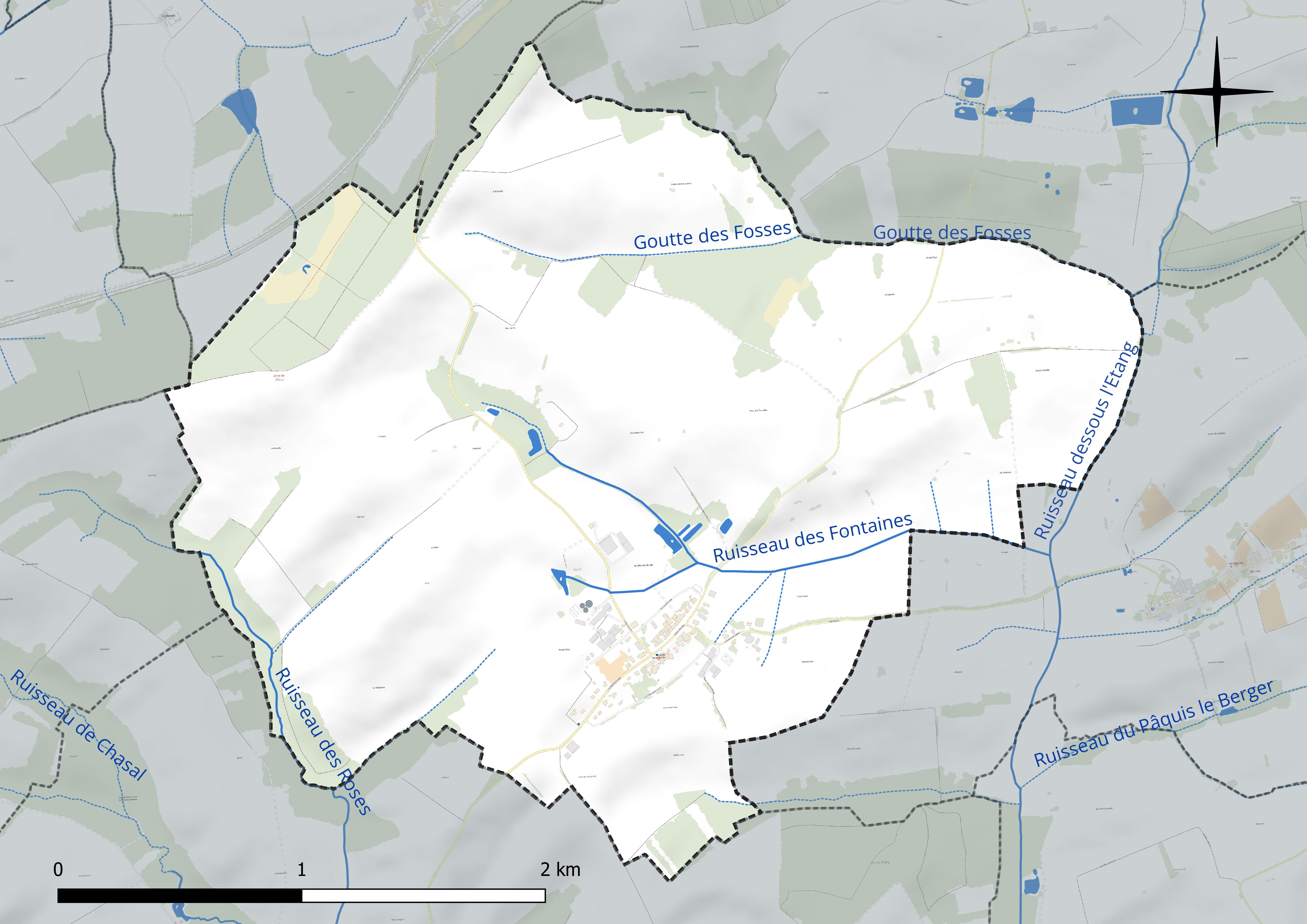
Réseau hydrographique de Vého.

### Climat
Pour des articles plus généraux, voir Climat du Grand Est et Climat de Meurthe-et-Moselle.
En 2010, le climat de la commune est de type climat des marges montargnardes, selon une étude du Centre national de la recherche scientifique s'appuyant sur une série de données couvrant la période 1971-2000. En 2020, Météo-France publie une typologie des climats de la France métropolitaine dans laquelle la commune est exposée à un climat semi-continental et est dans la région climatique  Vosges, caractérisée par une pluviométrie très élevée (1 500 à 2 000 mm/an) en toutes saisons et un hiver rude (moins de 1 °C). 
Pour la période 1971-2000, la température annuelle moyenne est de 9,8 °C, avec une amplitude thermique annuelle de 17 °C. Le cumul annuel moyen de précipitations est de 893 mm, avec 12,2 jours de précipitations en janvier et 9,6 jours en juillet. Pour la période 1991-2020, la température moyenne annuelle observée sur la station météorologique de Météo-France la plus proche, « St Maurice », sur la commune de Saint-Maurice-aux-Forges à 14 km à vol d'oiseau, est de 10,5 °C et le cumul annuel moyen de précipitations est de 837,4 mm. 
La température maximale relevée sur cette station est de 39,2 °C, atteinte le 25 juillet 2019 ; la température minimale est de −19,9 °C, atteinte le 1er mars 2005,,. 
Les paramètres climatiques de la commune ont été estimés pour le milieu du siècle (2041-2070) selon différents scénarios d'émission de gaz à effet de serre à partir des nouvelles projections climatiques de référence DRIAS-2020. Ils sont consultables sur un site dédié publié par Météo-France en novembre 2022.

## Urbanisme

### Typologie
Au 1er janvier 2024, Vého est catégorisée commune rurale à habitat dispersé, selon la nouvelle grille communale de densité à sept niveaux définie par l'Insee en 2022.
Elle est située hors unité urbaine et hors attraction des villes,.

### Occupation des sols
L'occupation des sols de la commune, telle qu'elle ressort de la base de données européenne d’occupation biophysique des sols Corine Land Cover (CLC), est marquée par l'importance des territoires agricoles (87,4 % en 2018), en diminution par rapport à 1990 (88,4 %). La répartition détaillée en 2018 est la suivante : 
terres arables (52,4 %), prairies (35 %), forêts (8 %), milieux à végétation arbustive et/ou herbacée (4,6 %). L'évolution de l’occupation des sols de la commune et de ses infrastructures peut être observée sur les différentes représentations cartographiques du territoire : la carte de Cassini (XVIIIe siècle), la carte d'état-major (1820-1866) et les cartes ou photos aériennes de l'IGN pour la période actuelle (1950 à aujourd'hui).

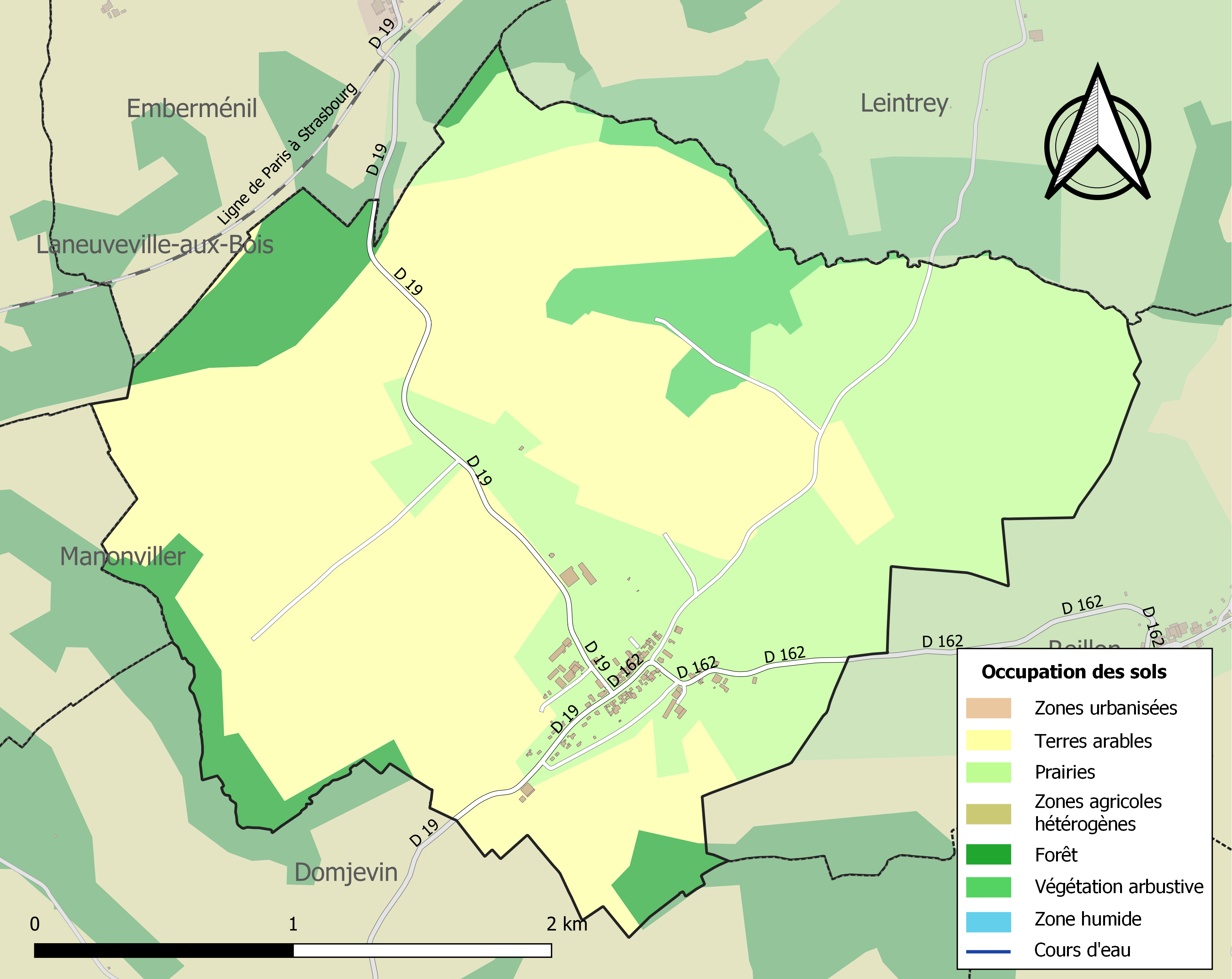
Carte des infrastructures et de l'occupation des sols de la commune en 2018 (CLC).

## Toponymie
Le nom de la localité est attesté sous les formes Wihoth (1034) ; Wehe (1312) ; Weho (1327) ; Vehau.

Vého, pourrait être un nom germanique de la saulaie, composé de *wida « saule » et *hulta « bois ».
D'un nom de personne germanique Witolt pour Ernest Nègre. 

## Histoire
- La commune se nommait Wihoth en 1034.
- Graves dommages en 1914-1918.
- Village reconstruit en 1920 en style traditionnel : large rue avec usoirs.

## Politique et administration
| Période                                  | Période   | Identité            | Étiquette | Qualité |
| ---------------------------------------- | --------- | ------------------- | --------- | ------- |
| Les données manquantes sont à compléter. |           |                     |           |         |
| 1953                                     | 1959      | Georges Marquay     |           |         |
| 1959                                     | 1965      | Henri Viriot        |           |         |
| 1965                                     | 1971      | André Ary           |           |         |
| 1971                                     | 1977      | Georges Marquay     |           |         |
| mars 1977                                | mars 1989 | Gilles Jacquot      |           |         |
| mars 1989                                | juin 1995 | André Ary           | DVD       |         |
| mars 2001                                | mai 2020  | Gérard Michel       |           |         |
| mai 2020                                 | En cours  | Jean-Jacques Blaise |           |         |

## Population et société

### Démographie
L'évolution du nombre d'habitants est connue à travers les recensements de la population effectués dans la commune depuis 1793. Pour les communes de moins de 10 000 habitants, une enquête de recensement portant sur toute la population est réalisée tous les cinq ans, les populations de référence des années intermédiaires étant quant à elles estimées par interpolation ou extrapolation. Pour la commune, le premier recensement exhaustif entrant dans le cadre du nouveau dispositif a été réalisé en 2004.

En 2022, la commune comptait 111 habitants, en évolution de +15,63 % par rapport à 2016 (Meurthe-et-Moselle : −0,13 %, France hors Mayotte : +2,11 %).
| 1793 | 1800 | 1806 | 1821 | 1831 | 1836 | 1841 | 1846 | 1851 |
| ---- | ---- | ---- | ---- | ---- | ---- | ---- | ---- | ---- |
| 280  | 270  | 298  | 311  | 340  | 356  | 334  | 337  | 339  |

| 1856 | 1861 | 1872 | 1876 | 1881 | 1886 | 1891 | 1896 | 1901 |
| ---- | ---- | ---- | ---- | ---- | ---- | ---- | ---- | ---- |
| 311  | 334  | 303  | 311  | 288  | 285  | 259  | 264  | 259  |

| 1906 | 1911 | 1921 | 1926 | 1931 | 1936 | 1946 | 1954 | 1962 |
| ---- | ---- | ---- | ---- | ---- | ---- | ---- | ---- | ---- |
| 244  | 227  | 111  | 162  | 159  | 155  | 139  | 150  | 148  |

| 1968 | 1975 | 1982 | 1990 | 1999 | 2004 | 2006 | 2009 | 2014 |
| ---- | ---- | ---- | ---- | ---- | ---- | ---- | ---- | ---- |
| 126  | 100  | 84   | 87   | 75   | 91   | 100  | 114  | 101  |

| 2019 | 2022 | - | - | - | - | - | - | - |
| ---- | ---- | - | - | - | - | - | - | - |
| 107  | 111  | - | - | - | - | - | - | - |

## Culture locale et patrimoine

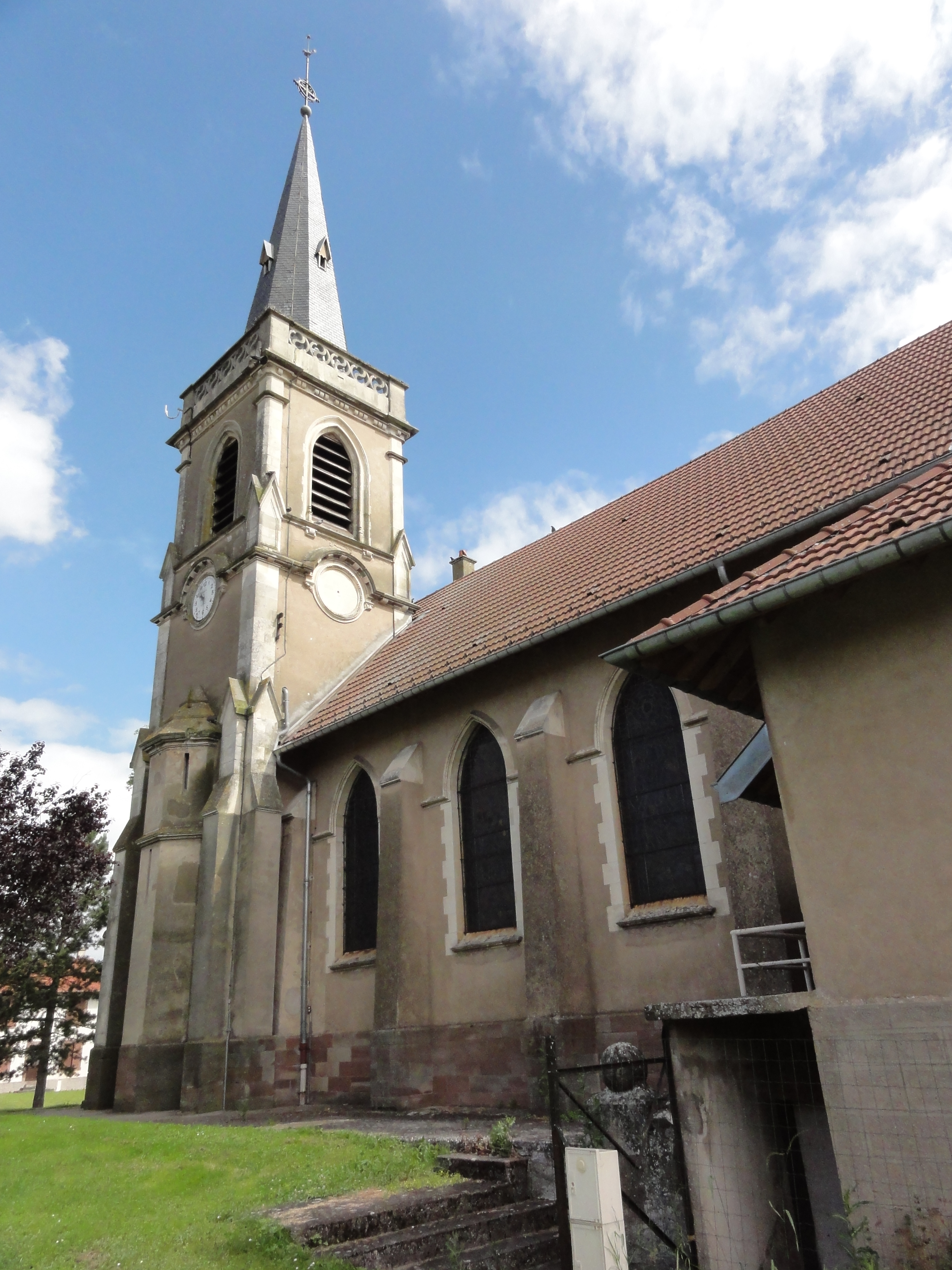
L'église.

### Lieux et monuments
- Maison natale de l'abbé Grégoire, et plaque commémorative[22].
- Église reconstruite après 1918.

### Personnalités liées à la commune

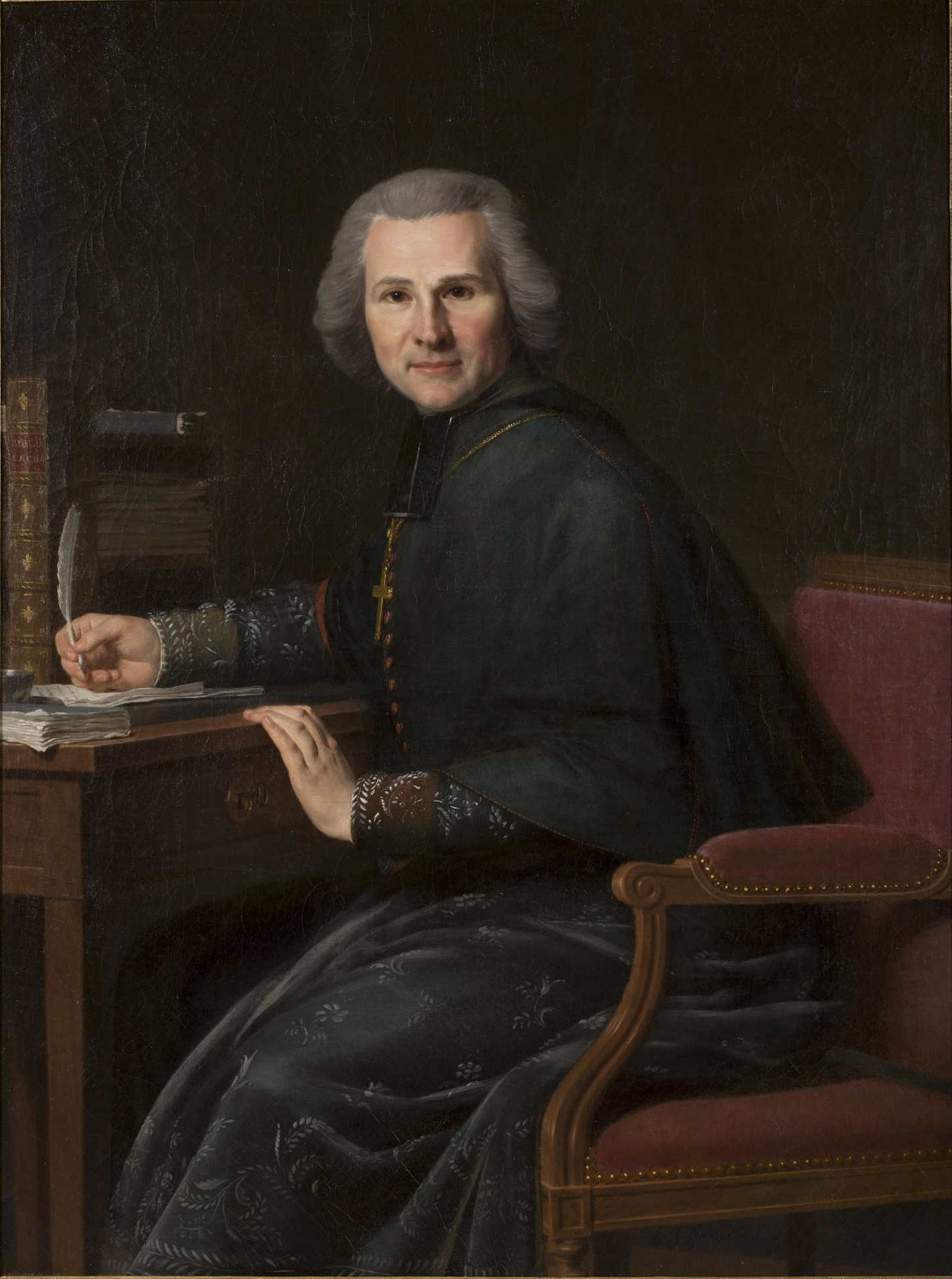
Henri Grégoire.

- Henri Grégoire, dit l'Abbé Grégoire, député aux États généraux puis à la Convention, évêque de Blois, est né à Vého en 1750[23].

### Héraldique
| Blason de Vého | Blason  | Blasonnement : d'argent à la croix pattée de gueules, au franc-quartier d'azur chargé d'un miroir d'or en pal après lequel se tortille et se mire un serpent d'argent.                                                                               |
| Blason de Vého | Détails | Il s'agit du blason de l'abbé Grégoire, né à Vého le 4 décembre 1750. Ses armes portent le franc-quartier des comtes sénateurs de l'Empire, car il fut nommé Sénateur par le premier Consul en 1801 Le statut officiel du blason reste à déterminer. |